# さいたま市立向小学校
さいたま市立向小学校（さいたましりつ むかいしょうがっこう）は、埼玉県さいたま市南区にある公立小学校。

## 規模
- 2014年度 - 児童数529人18学級

## 沿革
- 1995年（平成7年）
  - 3月20日 - 学校名を浦和市立向小学校と決定。
  - 9月22日 - 建築工事着工。
- 1997年（平成9年）
  - 4月1日 -　浦和市立尾間木小学校、大谷口小学校、善前小学校の学区から分離独立し、浦和市立向小学校が開校。平成　
  - 4月8日 - 開校式と最初の始業式挙行。
  - 4月9日 - 第1回入学式挙行。最初の新入生は男子83名、女子55名の計138名。
  - 11月4日 - 校歌・校章及び開校記念日制定。校旗完成。
  - 11月7日 - 校舎及び重層体育館落成式挙行。
- 1998年（平成10年）
  - 3月24日 - 第1回卒業式挙行。最初の卒業生は、男子52名、女子54名の計106名。
  - 5月20日 - 教職員と保護者の会「向小わかばの会」設立。
- 2001年（平成13年）
  - 5月1日 - 浦和・大宮・与野3市合併によるさいたま市発足により、さいたま市立向小学校と改称。
  - 11月30日 - テレビ会議システム設置。
- 2002年（平成14年）8月26日 - メディアルームのコンピュータを入れ替えて40台設置（ノート型20台・デスクトップ型20台）。
- 2006年（平成18年）11月2日 - 開校10周年記念式典挙行。
- 2007年（平成19年）
  - 9月20日 - メディアルームのパソコンを入れ換え。
  - 11月1日 - 校内LAN敷設工事完了。
- 2008年（平成20年）9月1日 - 普通教室エアコン設置。
- 2009年（平成21年）
  - 6月1日 - みどりのカーテン設置。
  - 12月28日 - 普通教室に電子黒板設置。
- 2010年（平成22年） 
  - 3月3日 - 校務用パソコン職員室設置完了。
  - 3月12日 - 非常災害用マンホールトイレ設置。
- 2016年（平成28年）
  - 5月21日 - 開校20周年大運動会。
  - 7月1日 - 向小支援教室（個別指導）開設。
  - 10月29日 - 開校20周年記念式典挙行し、音楽会・祝賀会開催。
  - 11月30日 - 第1回かけっこ大会開催。
- 2017年（平成29年）
  - 4月1日 - 特別支援学級（ひまわり）新設。同日から、ロング昼休み&バイキング式業間体育開始。
  - 8月25日 - 校庭チェーン遊具移動し、バスケットゴールを増設。

## 通学区域
出典
- 大字大谷口（1821番地1～1821番地7・1822番地～1829番地・1830番地1・1935番地～1990番地・1994番地～1996番地・1999番地1・1999番地3～1999番地最終号・2000番地～2009番地・2010番地1・2010番地3～2010番地最終号・2011番地～2035番地・2162番地～2330番地・2336番地～2470番地・2471番地2・2558番地1・2558番地3～2558番地最終号・2559番地～2942番地・2987番地～3044番地・3209番地～3232番地・5176番地～5666番地）
- 大字広ヶ谷戸（283番地～289番地1・290番地2・291番地2）
- 東浦和2丁目（全域）

## 交通
- JR浦和駅から東浦和駅行きバス（浦04・浦04-2・浦04-3系統）に乗車、「イーストシティ」下車。

## 著名な出身者
- 小林祐介（サッカー選手）
- 東宏輝（バスケットボール選手）